# Ambon (île)
Pour les articles homonymes, voir Ambon.
Ambon, parfois encore appelée Amboine en français et Amboina en indonésien, est une petite île de 775 km² montagneuse et fertile, située dans l'archipel des Moluques en Indonésie. Le bois rare d'Amboine (Pterocarpus indicus) utilisé pour le plaquage est originaire de cette île.

## Démographie
L’île d’Ambon se compose de deux territoires : la ville d’Ambon au sud, et trois districts (kecamatan) de la régence centrale des Moluques au nord. La principale ville et port maritime est Ambon (avec une population de 347 288 habitants au recensement de 202), qui est également la capitale de la province des Moluques, tandis que les districts de la régence de Maluku Tengah situés sur l’île d’Ambon avaient une population de 128 069 habitants au recensement de 2020. À la mi-2023, on estimait que ces populations étaient respectivement de 354 052 et 128 754, ce qui porte la population de l’ensemble de l’île à 482 806 individus.

## Géographie
L'île est située dans le nord de la mer de Banda, au sud-ouest de Céram, et fait partie d'une chaine circulaire d'îles volcaniques entourant cette mer. Faisant 51 km de long, sa forme est très irrégulière. En fait, elle est presque divisée en deux : sa partie sud -est, la plus petite (appelée Leitimor) est reliée à la partie nord (Hitoe) par une langue de terre de quelques kilomètres. La ville d'Amboine se trouve dans la partie nord-ouest de la péninsule de Leitimor.
La ville principale de l'île est Ambon, capitale de la province des Moluques.

## Histoire
Le nom d'Ambon est attesté dès le XIVe siècle apr. J.-C. Le Nagarakertagama, un poème épique écrit en 1365 dans le royaume javanais de Majapahit, mentionne « Ambwan » parmi les quelque cent « contrées tributaires » du royaume. En réalité, le territoire contrôlé par Majapahit ne s'étendait que sur une partie de l'est et du centre de Java. Les « contrées tributaires » étaient en fait des « comptoirs » formant un réseau commercial dont Majapahit était le centre. Majapahit y envoyait des dignitaires dont le rôle était de s'assurer que ces comptoirs ne s'adonnaient pas à un commerce privé qui échapperait au royaume.
Les Portugais découvrirent l'île en 1515 puis l'occupèrent en 1564. En 1546 et 1547 François Xavier, cofondateur de la Compagnie de Jésus avec Ignace de Loyola, jette les bases d'une mission à Ambon, ainsi qu'à Morotai et Ternate. Les Hollandais de la Compagnie néerlandaise des Indes orientales la prirent en 1605, ils en firent un comptoir principal avant la fondation de celui de Batavia. Puis les Anglais y eurent un comptoir de 1615 à 1622 avant que l'amiral Rainier ne s'en empare en 1796 pour la rendre en 1801 avec la Paix d'Amiens. Ils la prirent de nouveau de 1810 à 1814.
À l'époque coloniale Ambon était, avec Gorontalo, Minahasa et Lombok, une des quatre régions de l'est des Indes néerlandaises à être sous administration directe.
Pendant la Seconde Guerre mondiale, entre janvier et février 1942, l'île fut le théâtre d'une bataille entre les Alliés et les forces Japonaises.
Un violent conflit communautaire entre chrétiens et musulmans a causé la destruction d'une grande partie des infrastructures de la ville et de l'île d'Amboine entre 1999 et 2002. Ces affrontements ont causé un rezonage communautaire de l'île et de nombreux déplacements de population. Néanmoins, par la proximité de la mer, ses larges avenues, son aspect vallonné, la ville d'Amboine reste l'une des plus agréables d'Indonésie.

## Langue
On parle à Ambon un créole du malais, le bahasa Melayu Ambon (« malais d'Amboine »).

## Économie
Ambon possède un aéroport situé à Pattimura (code AITA : AMQ).

## Galerie

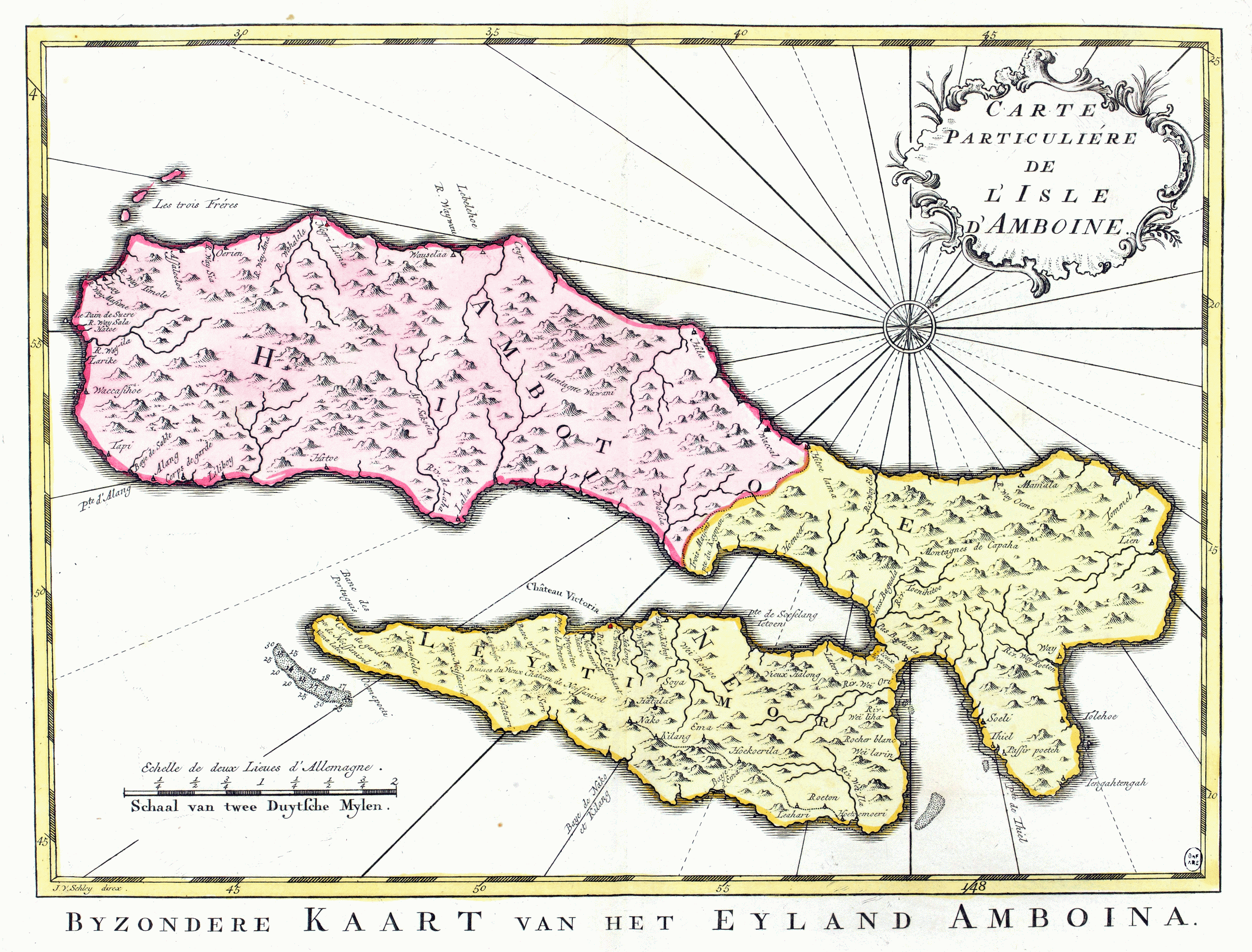
Carte extraite de l'Histoire des deux indes de l'Abbé Raynal, 1773
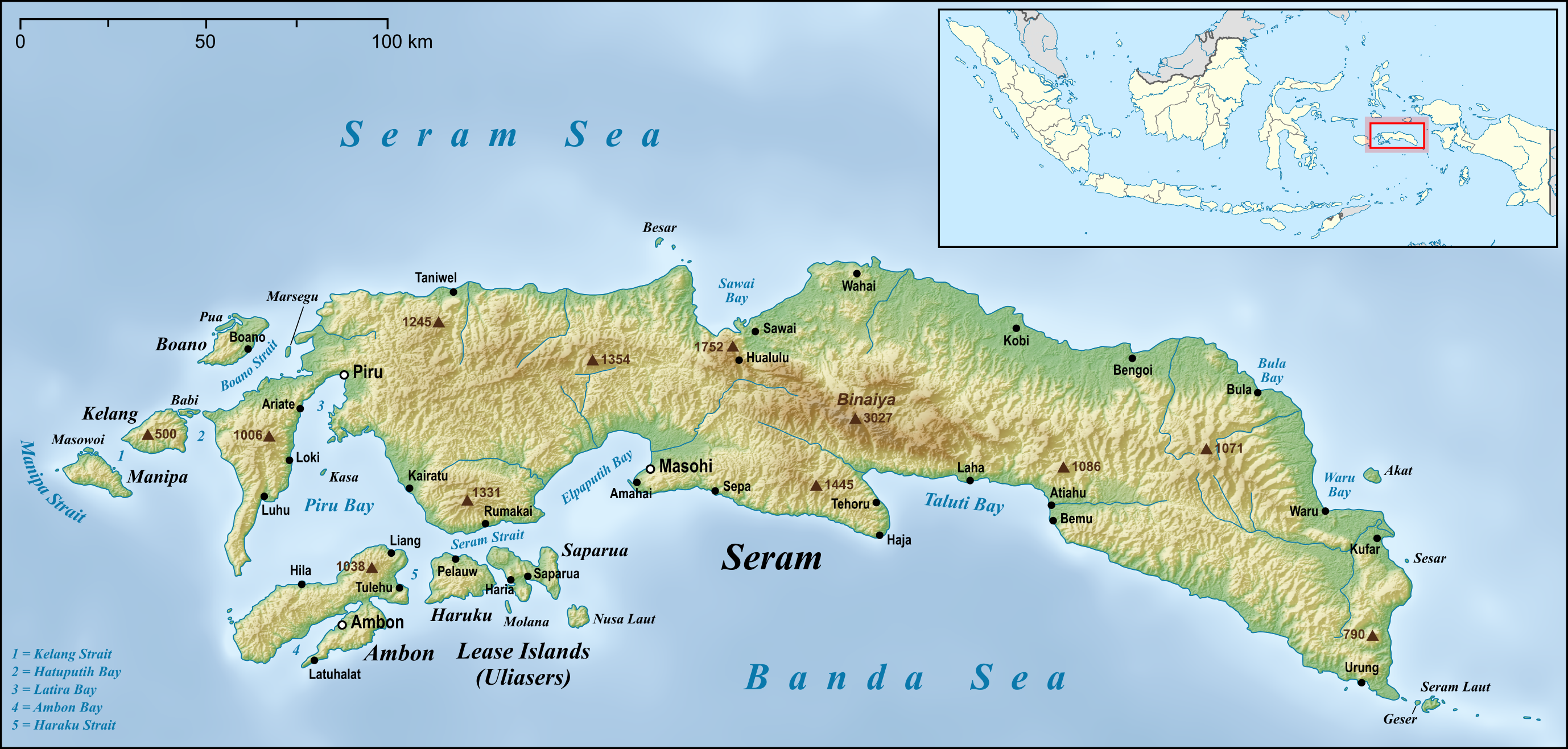
Carte de Céram et Ambon.
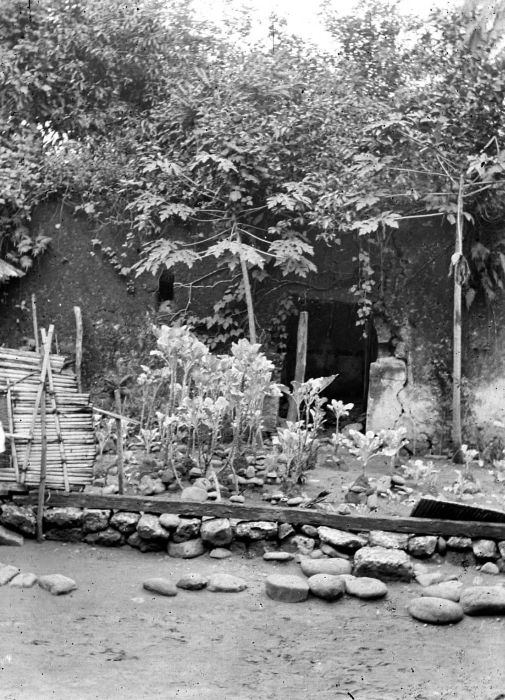
Ruines d'un fort à Larike, sur la côte occidentale d'Ambon.